# Shadow Puppets
Shadow Puppets es una película de terror estadounidense del año 2007 que gira alrededor de ocho extraños sin recuerdos que se encuentran atrapados en unas instalaciones abandonadas. Ellos tratan desesperadamente de encontrar respuestas y escapar, mientras una sombra amenazante intenta matarlos. La película fue estrenada en junio de 2007.

## Argumento
Cuando ocho personas despiertan desorientadas en una institución abandonada, sin saber cómo llegaron y vestidos únicamente con una bata blanca, pronto descubren que son el objeto de un experimento que, por fallos del sistema, se ha descontrolado produciendo, en ellos, el efecto contrario al que se pretendía conseguir: deshacerse de todos esos recuerdos que a uno le crean malestar. Mientras intentan escapar del siniestro lugar y despejar las incógnitas, una criatura les acecha desde la oscuridad y amenaza sus vidas.
Cuando finalmente topan por casualidad con un noveno participante, estos se dan cuenta de que uno de los presentes está mintiendo y que sabe más que el resto. 

## Reparto
- Jolene Blalock - Kate Adams
- Tony Todd - Steve Garrett
- James Marsters - Jack Dillon
- Marc Winnick - Charlie
- Natasha Alam - Amber Diane McCormik
- Diahnna Nicole Baxter - Stacey Gibson
- Richard Whiten - Dave
- Jennie Ford - Melissa Tucker